# جمعية الرايخ لاحتياطات الغارات الجوية
 كانت جمعية الرايخ لاحتياطات الغارات الجوية (RLB) (الرابطة الوطنية لحماية الغارات الجوية) منظمة في ألمانيا النازية مسؤولة عن احتياطات الغارات الجوية في المناطق السكنية وبين الشركات الأصغر.

## هدف
تم تنظيم جمعية الرايخ لاحتياطات الغارات الجوية من قبل هيرمان جورينج في عام 1933 كجمعية تطوعية. في عام 1939، أصبحت جمعية الرايخ لاحتياطات الغارات الجوية منظمة منظمة غير حكومية شبه مستقلة، بينما أصبحت في عام 1944 منظمة تابعة للحزب النازي. تم حلها بواسطة قوى الحلفاء بعد نهاية الحرب العالمية الثانية. خلفها في جمهورية ألمانيا الاتحادية كان Bundesverband für den Selbstschutz .

## التنظيم

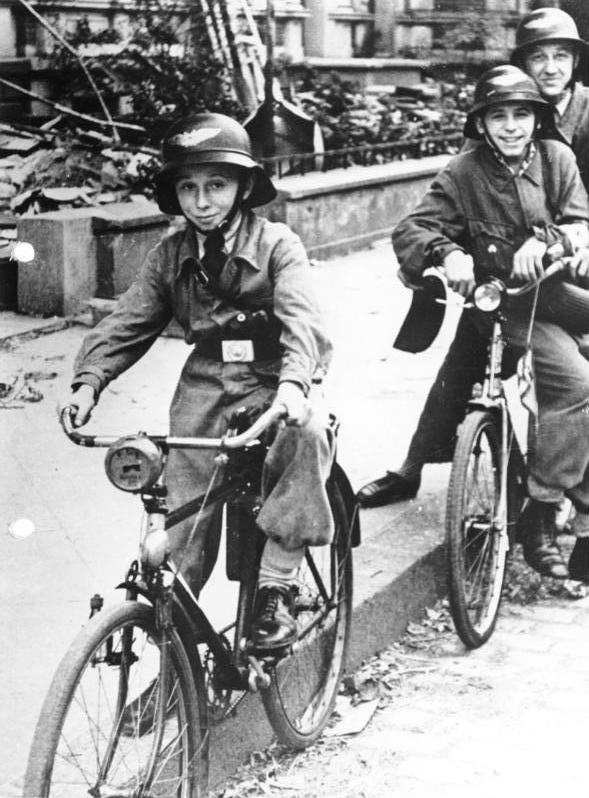
أولاد يعملون كرسل لمنظمة الاحتياط الجوي المحلي، مع خوذات جمعية الرايخ لاحتياطات الغارات الجوية، 1939.

في عام 1939، كان هناك حوالي 15 مليون عضو في المكتب الإقليمي لألمانيا (جمعية الرايخ لاحتياطات الغارات الجوية)، و 820000 موظف متطوع (منهم 280000 امرأة) و75000 وحدة محلية. تم تدريب الأعضاء في 3 800 مدرسة للدفاع المدني ب28000 مدرب.